# Monte Hiko
Il monte Hiko (英彦山?), è un rilievo situato al confine tra la prefettura di Fukuoka e la prefettura di Ōita, in Giappone. È alto 1200 m. Il monte è un famoso sito di arrampicata e, insieme al vicino monte Sefuri, è un importante centro per la religione Shugendō. Si ritiene inoltre che questo fu il luogo dove il samurai Miyamoto Musashi si allenò dopo la sconfitta nella battaglia di Sekigahara.